# Porta San Giovanni (Padova)
Porta San Giovanni è una delle otto porte appartenenti alle mura di Padova, situata nella parte occidentale della città. È stata realizzata dall'architetto Giovanni Maria Falconetto nel 1528, in concomitanza di Porta Savonarola.

## Storia
La città di Padova, per la Repubblica di Venezia, rappresenta l'ultimo baluardo da fortificare per difendere il proprio territorio sulla terraferma. Per questo motivo, in seguito ai duri episodi avvenuti durante la Guerra di Cambrai (primi anni del 1500), Venezia dà avvio ad un'importante opera di fortificazione della città di Padova; questo progetto inizia a partire dalle mura in quanto era necessario un primo livello difensivo per salvaguardare la città.
Nonostante l’architetto abbia dato normalmente molta importanza al fattore estetico, in questo progetto cercò di fondere l’estetica con la funzionalità.
La porta subì diverse perdite nel corso della storia: un esempio è il leone marciano, realizzato in pietra d’Istria, che venne abbattuto durante le guerre napoleoniche.
Nel XVIII secolo, per aumentare l’efficienza difensiva, Porta San Giovanni (insieme ad altre porte della cinta muraria) ha subito un intervento di aggiunta di un corpo di guardia a due piani sulla facciata esterna.

## Descrizione
Porta San Giovanni presenta una pianta a forma quadrangolare; le due facciate sono larghe 14m, entrambe rivestite in trachite e decorate con degli stemmi in pietra d'Istria.
Una caratteristica di spicco di questa porta è che la facciata esterna non sporge rispetto alle mura bensì è in linea con esse; il motivo di questa scelta era di tipo funzionale in quanto, in questo modo, si evitavano attacchi alla struttura dai lati della porta.

### Facciate

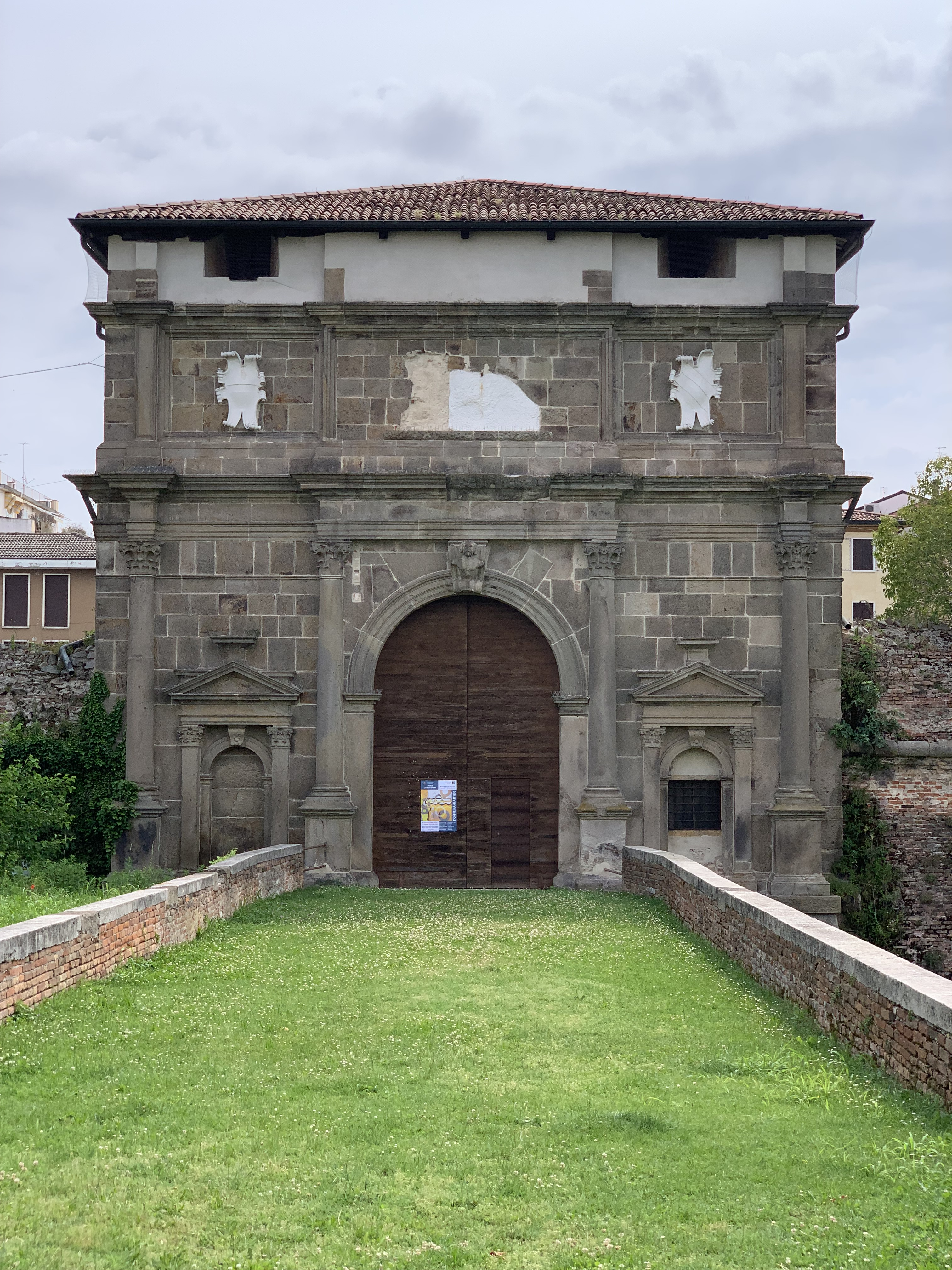
Facciata Esterna

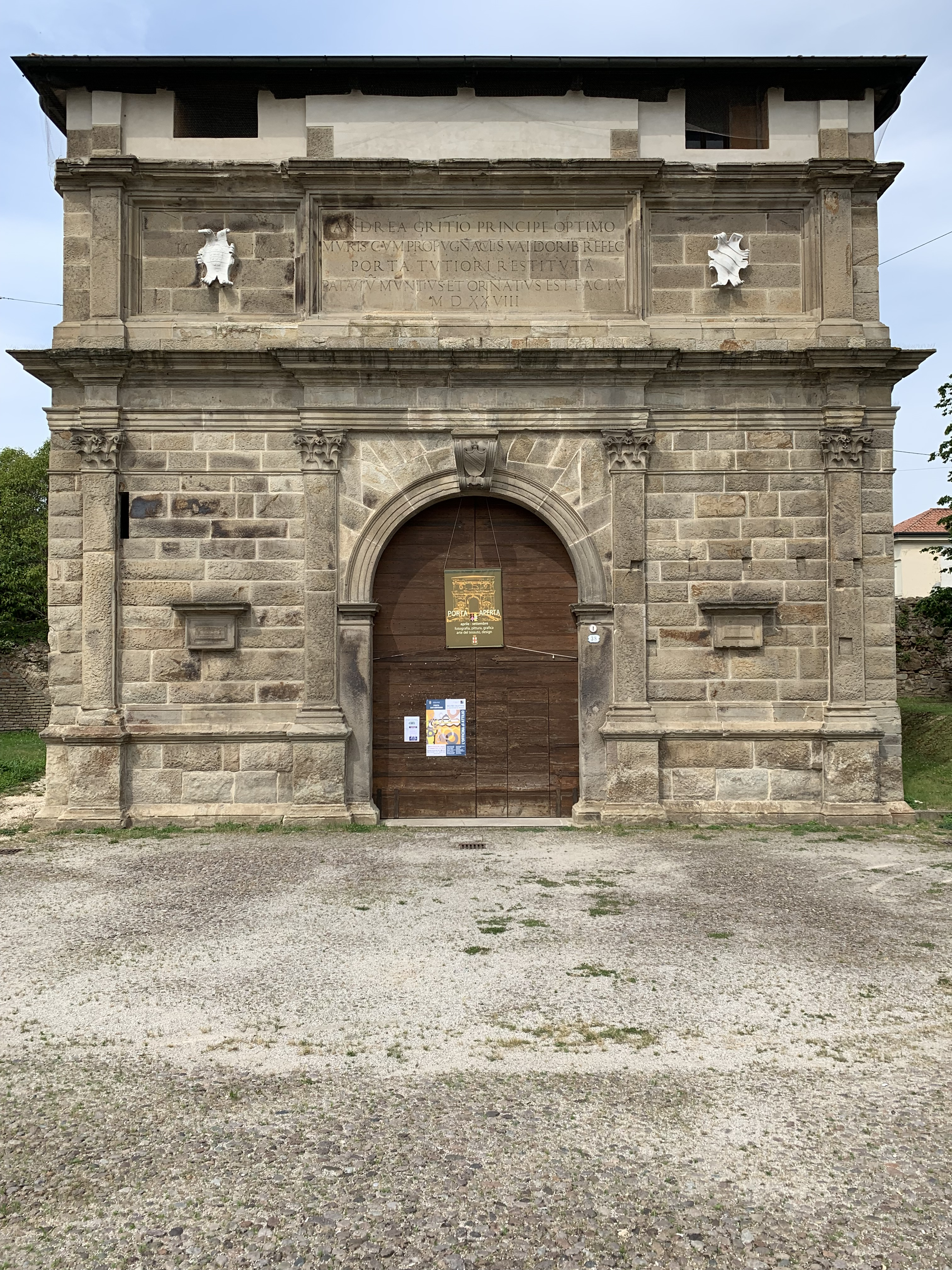
Facciata Interna

La facciata esterna presenta, sulla fascia inferiore, quattro semicolonne di ordine corinzio vitruviano con fusti realizzati in pietra trachitica e capitelli a più file di foglie lisce. Ai lati dell'apertura centrale sono collocate le porte pedonali decorate con lesene e un frontone triangolare: la porta più a Sud era attraversabile mentre l'altra aveva solo funzione decorativa. Inoltre, l'architrave sovrastante l'apertura centrale, presenta un'iscrizione che rimanda al periodo in cui è stata realizzata l'opera, ovvero sotto il rettorato di Sante Contarini. La fascia superiore presentava al centro il leone marciano, simbolo della Repubblica di Venezia, che fu abbattuto successivamente durante le guerre napoleoniche; sulla sinistra e sulla destra del leone centrale si trovano rispettivamente gli stemmi di Pandolfo Morosini (podestà del 1526) e di Sante Contarini (rettore del tempo) entrambi realizzati in pietra d'Istria. Il piano attico non è rivestito in trachite e presenta due feritoie all'estremità.
La facciata interna presenta sulla fascia inferiore quattro lesene su un campo murario bugnato; nella fascia superiore, sulla destra ritroviamo lo stesso stemma del Contarini mentre, sul lato destro, si trova lo stemma di Maffeo Michiel (podestà del 1527). Il piano attico è equivalente a quello della facciata esterna.

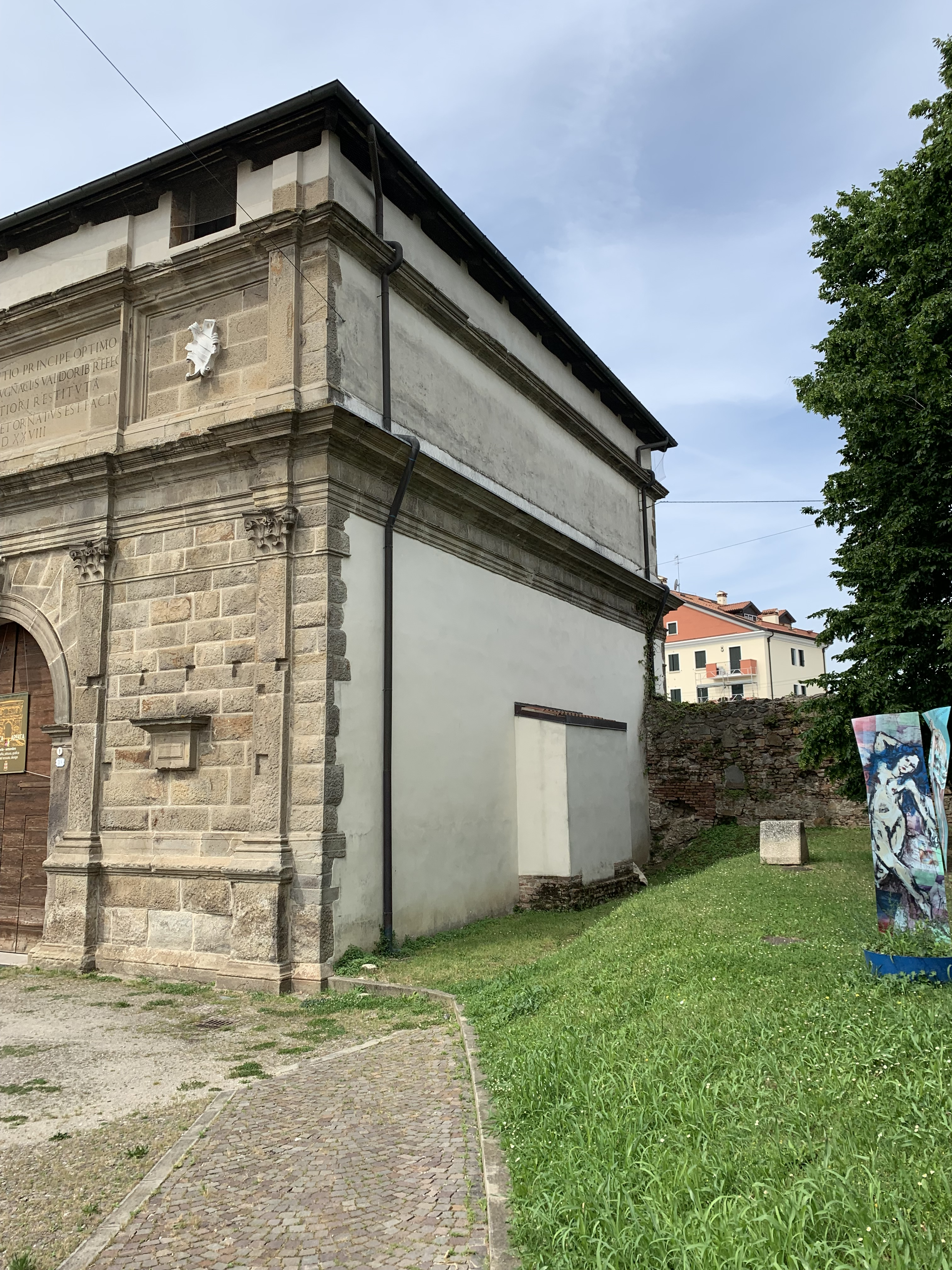
Fianco destro
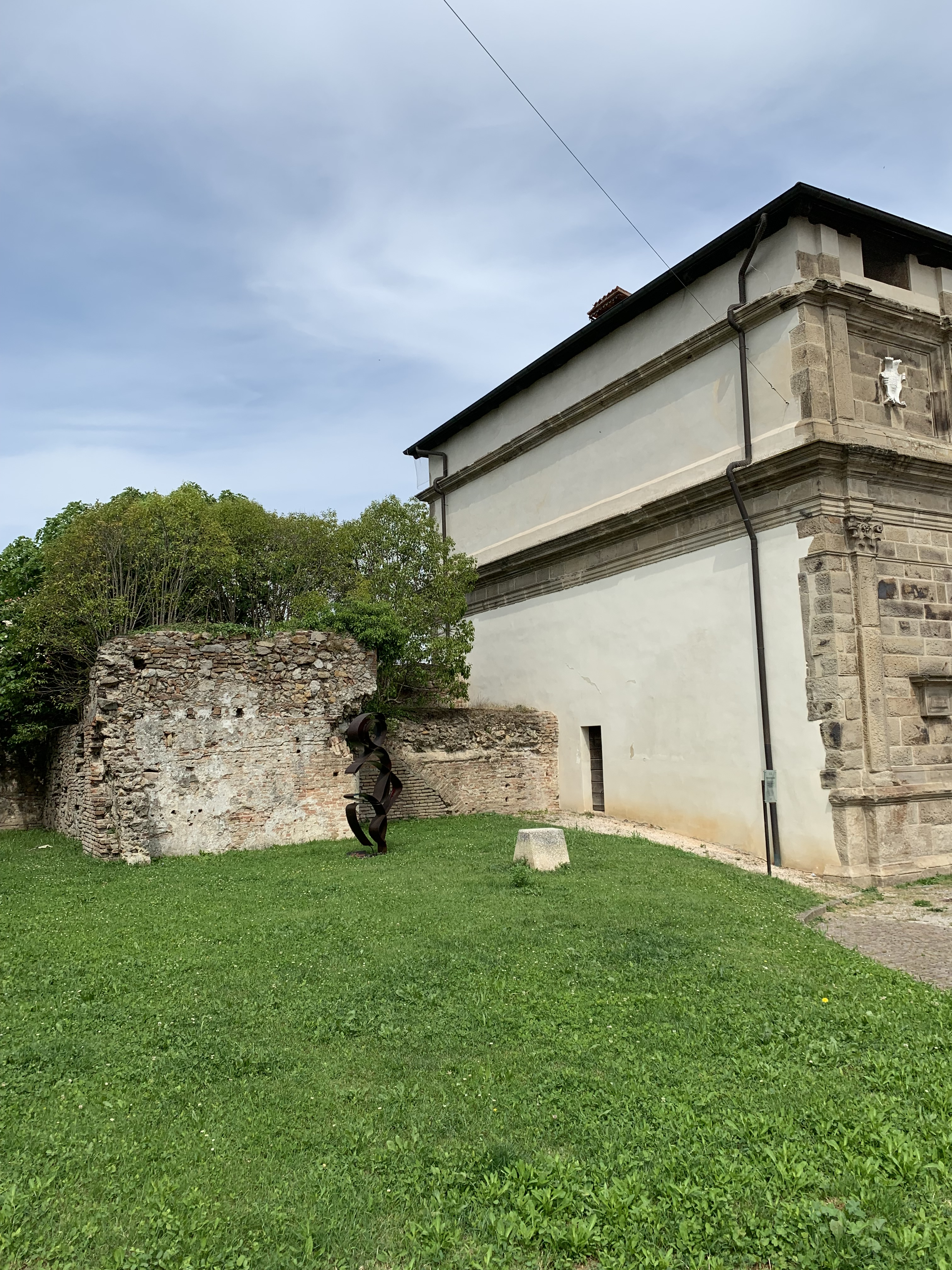
Fianco Sinistro
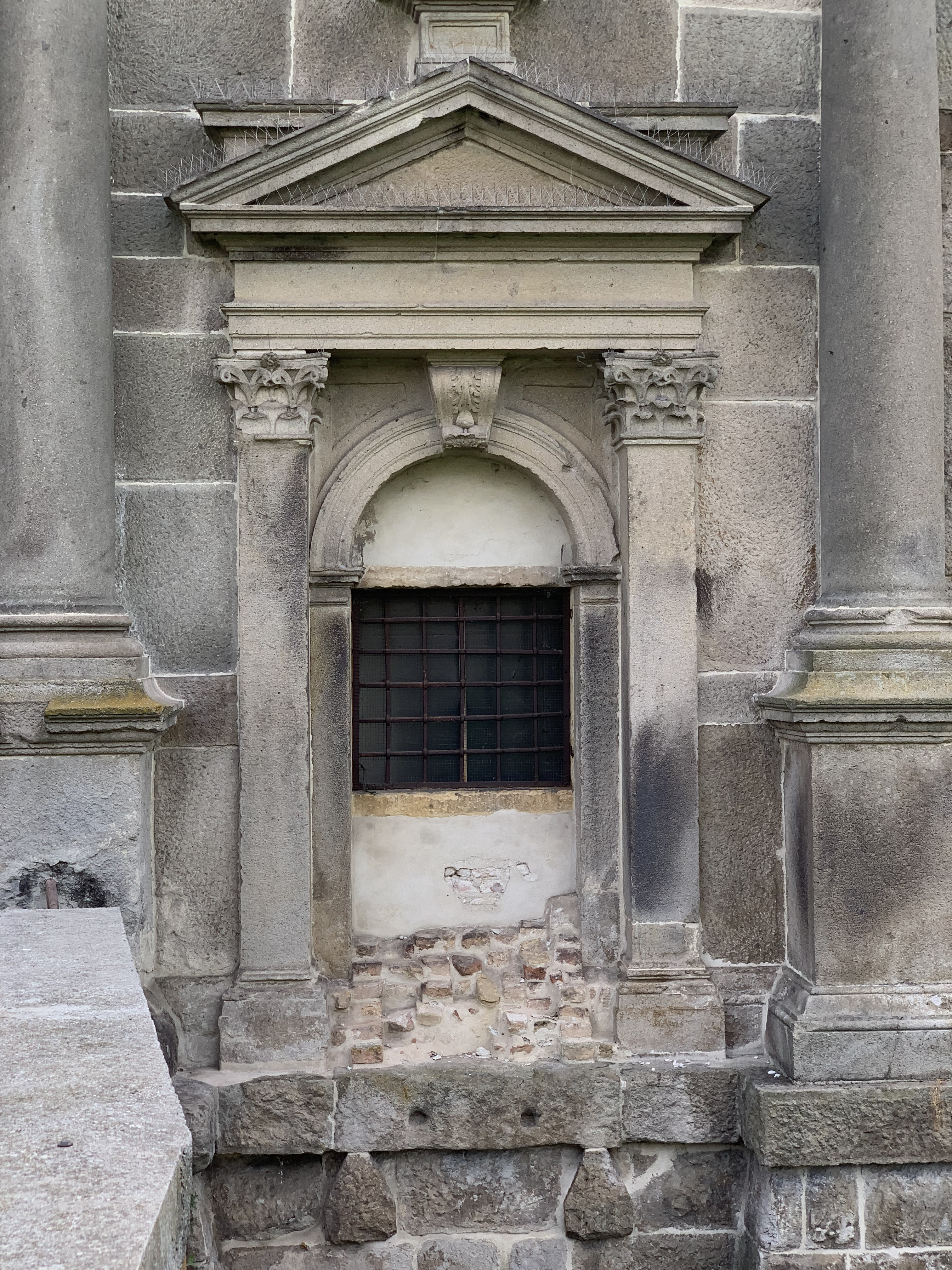
Porta destra facciata esterna
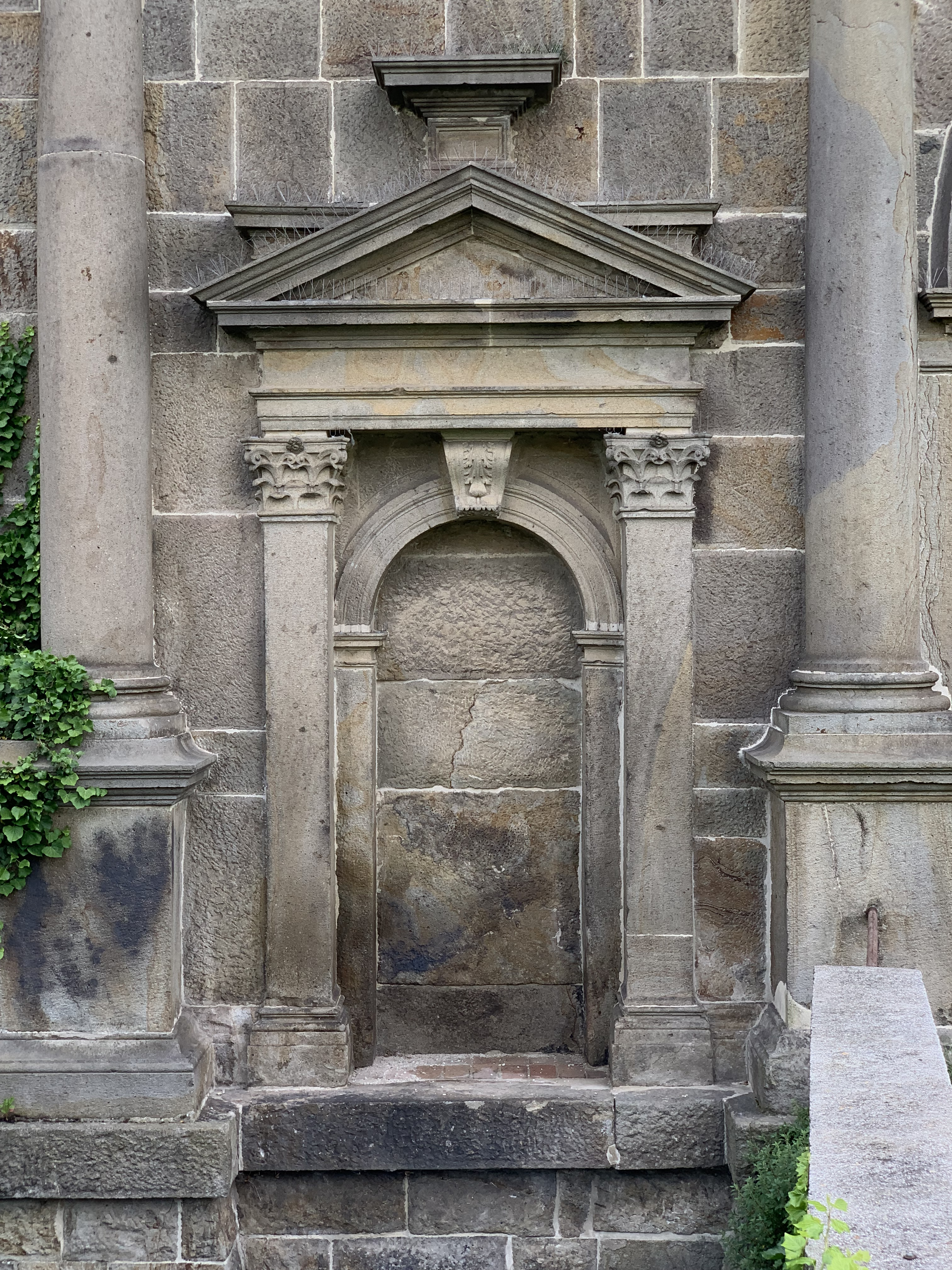
Porta sinistra facciata esterna
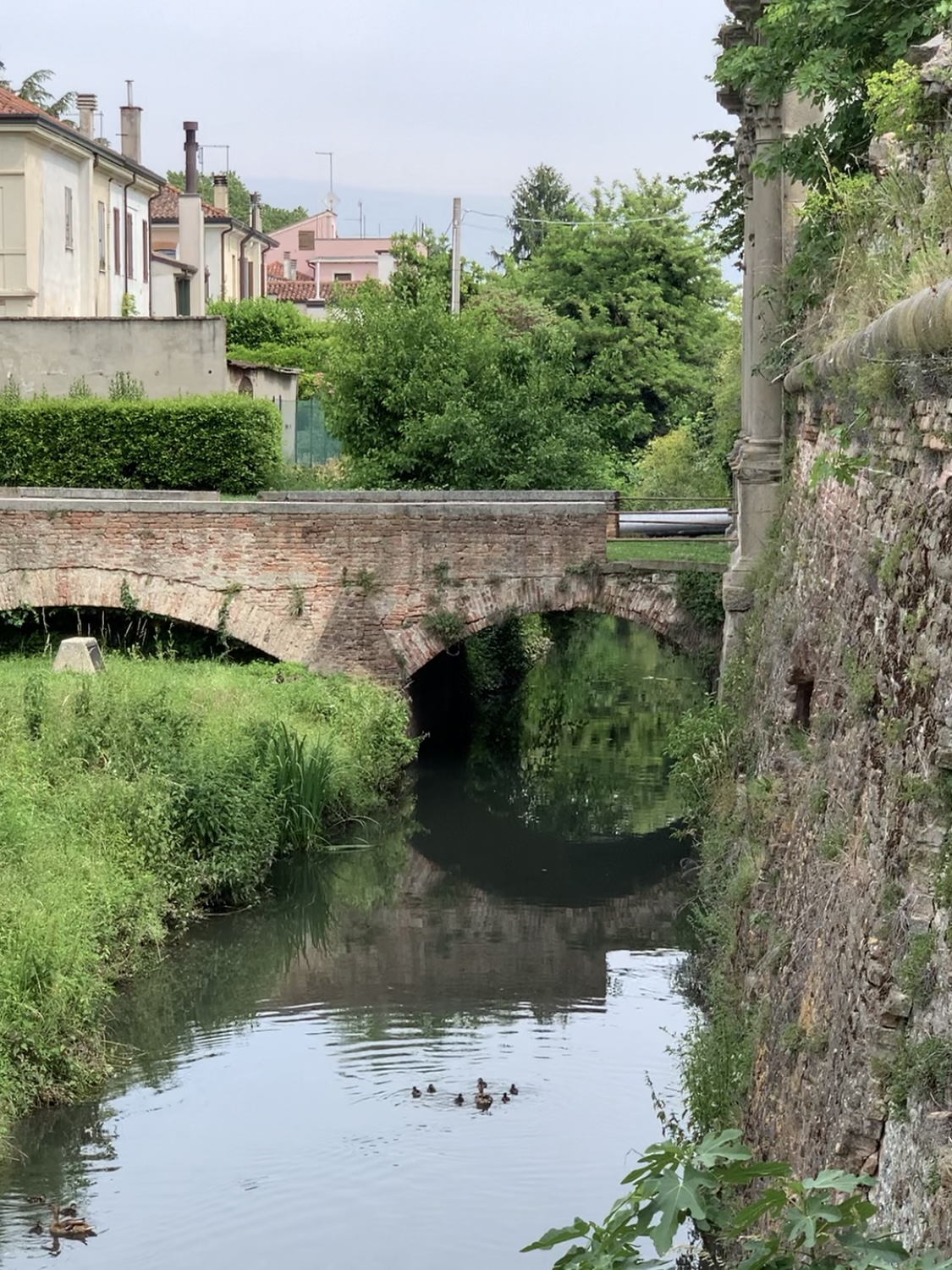
Ponte

### Interno
A differenza della pianta esterna, lo spazio interno è a pianta quadrata ed è coperto da una volta a crociera sorretta da pilastri angolari sporgenti. Grazie ad una porta posizionata al centro del fianco meridionale, si può raggiungere il piano più alto salendo la scala che attraversa lo spessore della muratura; nel pilastro posizionato a sud-ovest si apriva un varco che fungeva da tramite con l’ambiente esterno. Nella zona più a Sud a ridosso della porta, più precisamente all'interno della cortina muraria, è posizionata la casamatta per l'artiglieria.
Gli ultimi restauri riportarono alla luce il camino, probabilmente aggiunto in seguito dal momento che questo non faceva parte del progetto originario.
Nel XVIII secolo è stato aggiunto il ponte che permetteva di oltrepassare il fossato, sostituendo così l’originario ponte levatoio; il parapetto del ponte non si appoggia alla facciata della porta ma si ferma qualche metro, evitando di addossarsi alle basi delle colonne.